# Niklas Pyyhtiä
Niklas Anton Juhana Pyyhtiä (sinh ngày 25 tháng 9 năm 2003) là một cầu thủ bóng đá chuyên nghiệp người Phần Lan hiện tại đang thi đấu ở vị trí tiền vệ cho câu lạc bộ Ternana tại Serie B, theo dạng cho mượn từ Bologna tại Serie A.

## Sự nghiệp thi đấu

### Turun Palloseura
Pyyhtiä là sản phẩm của lò đào tạo câu lạc bộ TPS.

### FC Honka
Sau khi TPS trở lại Ykkönen, Pyyhtiä được cho câu lạc bộ Honka tại Veikkausliiga mượn với một tùy chọn mua, trước mùa giải 2021. Ngay sau khi mùa giải bắt đầu, Honka thực hiện lựa chọn ký hợp đồng vĩnh viễn với Pyyhtiä. Tổng phí không được tiết lộ, nhưng TPS đã nhận được khoản bồi thường riêng cho khoản vay và chuyển nhượng vĩnh viễn, đồng thời có điều khoản bán lại.

### Bologna
Vào ngày 30 tháng 8 năm 2021, Pyyhtiä ký hợp đồng với câu lạc bộ Bologna với mức phí không được tiết lộ. Tuy nhiên, mức phí được báo cáo là khoảng 500.000 euro và có khả năng tăng lên 1 triệu euro với các tiện ích bổ sung. Honka cũng có điều khoản bán lại Pyyhtiä được đăng ký lần đầu tiên ở đội U-19.
Anh có trận ra mắt Serie A cho Bologna vào ngày 17 tháng 1 năm 2022 trong trận thua 0-2 trước Napoli.

### Ternana Calcio (mượn)
Vào ngày 17 tháng 8 năm 2023, Pyyhtiä gia hạn hợp đồng với Bologna đến ngày 30 tháng 6 năm 2026 và gia nhập câu lạc bộ Ternana tại Serie B theo dạng cho mượn trong mùa giải 2023–24.

## Thống kê sự nghiệp

### Câu lạc bộ
Tính đến 9 tháng 3 năm 2023.
| Câu lạc bộ          | Mùa giải            | Giải đấu            | Giải đấu | Giải đấu | Cúp  | Cúp | Châu lục | Châu lục | Khác | Khác | Tổng cộng | Tổng cộng |
| Câu lạc bộ          | Mùa giải            | Hạng                | Trận     | Bàn      | Trận | Bàn | Trận     | Bàn      | Trận | Bàn  | Trận      | Bàn       |
| ------------------- | ------------------- | ------------------- | -------- | -------- | ---- | --- | -------- | -------- | ---- | ---- | --------- | --------- |
| TPS                 | 2019                | Ykkönen             | 1        | 0        | 0    | 0   | 0        | 0        | 0    | 0    | 1         | 0         |
| TPS                 | 2020                | Veikkausliiga       | 18       | 1        | 1    | 0   | 0        | 0        | 0    | 0    | 19        | 1         |
| TPS                 | Tổng cộng           | Tổng cộng           | 19       | 1        | 1    | 0   | 0        | 0        | 0    | 0    | 20        | 1         |
| Honka               | 2021                | Veikkausliiga       | 17       | 2        | 5    | 2   | 4        | 0        | 0    | 0    | 26        | 4         |
| Bologna             | 2021–22             | Serie A             | 1        | 0        | 0    | 0   | —        | —        | 0    | 0    | 1         | 0         |
| Bologna             | 2022–23             | Serie A             | 6        | 0        | 1    | 0   | —        | —        | 0    | 0    | 7         | 0         |
| Bologna             | Tổng cộng           | Tổng cộng           | 7        | 0        | 1    | 0   | —        | —        | 0    | 0    | 8         | 0         |
| Tổng cộng sự nghiệp | Tổng cộng sự nghiệp | Tổng cộng sự nghiệp | 42       | 3        | 6    | 2   | 4        | 0        | 0    | 0    | 52        | 5         |

1. ↑  Ra sân tại UEFA Europa Conference League